# Dalsjön (Gåsinge-Dillnäs socken, Södermanland)
Dalsjön är en sjö i Gnesta kommun i Södermanland och ingår i Trosaåns huvudavrinningsområde. Sjöns area är 0,012 kvadratkilometer och den är belägen 58 meter över havet.